# 무정초등학교 (전남)
무정초등학교는 대한민국 전라남도 담양군 무정면 봉안리에 있는 공립 초등학교이다.

## 학교 연혁
- 1922년 9월 20일 봉안공립보통학교(4년제) 개교설립인가 8월 25일
- 1926년 4월 1일 무정공립보통학교 개칭
- 1928년 4월 15일 6년제 인가
- 1938년 4월 1일 무정공립심상소학교로 개칭
- 1941년 4월 1일 무정공립국민학교로 개칭
- 1948년 5월 10일 무정국민학교 교명 개칭
- 1981년 3월 1일 병설유치원 인가
- 1993년 2월 14일 급식학교 지정(94학년부터 급식 실시)
- 1996년 3월 1일 무정초등학교 교명 개칭
- 2015년 3월 1일 제33대 한광택 교장 부임
- 2016년 2월 12일 제91회 졸업(4명 졸업, 졸업생 총수 3.915명)
- 2017년 2월 9일 제92회 졸업(5명 졸업, 졸업생 총수 3.920명)

## 학교 상징
- 교화 - 매화(고운 마음) : 만물이 추위에 떨고 있을 때, 꽃을 피워 봄을 가장 먼저 알려줌으로써 불의에 굴하지 않는 선비정신의 표상으로 삼았고 사랑을 상징하는 꽃 중에서 으뜸이며, 시나 그림의 소재로도 등장한다. 꽃말은 고결, 기품이다.
- 교목 - 은행나무(맑은 품성) : 은행나무는 적응력과 후덕을 지녔다. 또한 무병장수하는 특징도 갖고 있다. 줄기찬 노력으로 자아완성에 정진하고 무궁한 발전을 지향하는 학생이다.
- 교색 - 노랑(밝은 기상) : 노란색은 따뜻하고 풍부한 색깔이며 태양을 상징하는 노란색은 햇빛 가득한 날의 기쁨과 찬란함을 느끼게 해주고 봄날의 햇살 같은 에너지가 넘치는 색이다.

## 참고 자료
- 무정초등학교 - 한국교육학술정보원 학교알리미